# جون وونغ سون
جون وونغ سون مواليد 14 يونيو 1986 في سول، هو لاعب كرة مضرب كوري جنوبي بدأ مسيرته كمحترف سنة 2005 يلعب باليد اليمنى. أعلى تصنيف له في الفردي كان المركز الـ 230 في سنة 2008. أعلى تصنيف له في الزوجي كان المركز الـ 253 في سنة 2007.

## روابط خارجية
- جون وونغ سون على موقع رابطة محترفي التنس (الإنجليزية)
- جون وونغ سون على موقع الاتحاد الدولي لكرة المضرب (الإنجليزية)
- جون وونغ سون على موقع كأس ديفيز (الإنجليزية)
- جون وونغ سون على موقع خلاصة التنس.كوم (الإنجليزية)